# As-Niel United
As-Niel United is een Belgische voetbalclub uit As. De club is bij de KBVB aangesloten met stamnummer 2147.

## Geschiedenis
In augustus 2017 fusioneerde As VV uit As met Niel SK uit deelgemeente Niel-bij-As. As VV werd reeds in 1934 opgericht, Niel SK bestond sinds 1958. De nieuwe club kreeg de naam As-Niel United. Stamnummer 2147 van As VV werd overgenomen en stamnummer 6341 van Niel SK werd geschrapt. Trainer werd Mauro Simone. De fusieploeg startte in 3e provinciale en slaagde erin om in het 2e jaar van haar bestaan te promoveren naar 2e provinciale. Thuisbasis van de club is "De Heiberg", op de vroegere pleinen van Niel SK. Sinds de fusie spelen ze hun thuiswedstrijden op het kunstgrasveld. 

## Resultaten
| Seizoen | Klasse | Klasse | Klasse | Klasse | Klasse | Klasse | Klasse | Klasse | Klasse | Reeks                                                    | Punten                                                   | Opmerkingen                                                |
|         | 1A     | 1B     | 1Am    | 2Am    | 3Am    | P.I    | P.II   | P.III  | P.IV   | Vanaf 2016-17 zijn er 3 nationale en 2 regionale niveaus | Vanaf 2016-17 zijn er 3 nationale en 2 regionale niveaus | Vanaf 2016-17 zijn er 3 nationale en 2 regionale niveaus   |
| ------- | ------ | ------ | ------ | ------ | ------ | ------ | ------ | ------ | ------ | -------------------------------------------------------- | -------------------------------------------------------- | ---------------------------------------------------------- |
| 2017/18 |        |        |        |        |        |        |        | 7      |        | 3de prov. Lim. B                                         | 45                                                       |                                                            |
| 2018/19 |        |        |        |        |        |        |        | 4      |        | 3de prov. Lim. B                                         | 58                                                       | Wint eindronde promotie tegen Kadijk SK Overpelt           |
| 2019/20 |        |        |        |        |        |        | 6      |        |        | 2de prov. Lim. A                                         | 38                                                       | competitie vroegtijdig stopgezet vanwege de coronapandemie |
| 2020/21 |        |        |        |        |        |        |        |        |        | 2de prov. Lim. B                                         |                                                          | Geschrapt wegens de Coronacrisis.                          |
| 2021/22 |        |        |        |        |        |        | 12     |        |        | 2de prov. Lim. B                                         | 33                                                       |                                                            |
| 2022/23 |        |        |        |        |        |        | 9      |        |        | 2de prov. Lim. B                                         | 45                                                       |                                                            |
| 2023/24 |        |        |        |        |        |        | 13     |        |        | 2de prov. Lim. B                                         | 31                                                       |                                                            |
| 2024/25 |        |        |        |        |        |        | 13     |        |        | 2de prov. Lim. B                                         | 31                                                       |                                                            |
| 2025/26 |        |        |        |        |        |        |        |        |        | 2de prov. Lim. B                                         |                                                          |                                                            |